# 魚類天然記念物一覧
魚類天然記念物一覧（ぎょるいてんねんきねんぶついちらん）は、日本の文部科学大臣が指定する、魚類の種・生息地等である天然記念物のリスト。ここでは、天然記念物指定基準「動物」にて指定されたもののうち魚類に関連するものを掲載する。なお、本項では文化財保護法に基づき日本国の政府（文部科学大臣）が指定したもののみを対象とし、地方自治体指定の天然記念物は対象外とする。

## 特別天然記念物
- マダイ
  - 鯛の浦タイ生息地 :（千葉県鴨川市）

## 天然記念物
- ヒブナ
  - 春採湖ヒブナ生息地（北海道釧路市）
- ウグイ
  - 横山のウグイ生息地（宮城県登米市）
  - 柳津ウグイ生息地（福島県河沼郡柳津町）
- ウナギ
  - 賢沼ウナギ生息地（福島県いわき市） - 沼之内弁財天境内の池に住む大ウナギ。
  - 粥川ウナギ生息地（岐阜県郡上市）
- テツギョ
  - 魚取沼テツギョ生息地（宮城県加美郡加美町）
- アラレガコ
  - アラレガコ生息地（福井県）
- イトヨ
  - 本願清水イトヨ生息地（福井県大野市）
- ハリヨ
  - 津屋川水系清水池ハリヨ生息地（岐阜県海津市）
- オオウナギ
  - オオウナギ生息地（和歌山県西牟婁郡白浜町）
  - 母川のオオウナギ生息地（徳島県海部郡海陽町）
  - オオウナギ生息地（長崎県長崎市）
- イワメ
  - 竹田市神原の大野川水系イワメ生息地（大分県竹田市）
- アユモドキ（地域を定めず指定）
- イタセンパラ（地域を定めず指定）
- ネコギギ（地域を定めず指定）
  - 中村川ネコギギ生息地（三重県松阪市）
- ミヤコタナゴ（地域を定めず指定）

- 群集
  - 深泥池生物群集（京都府京都市）：ヨシノボリ等の特徴的な魚類が生息している。
  - 明神池（山口県萩市）：汽水湖で、淡水魚に混じり海水魚が生息している。

## 過去に指定されていた天然記念物
- 浄ノ池特有魚類生息地（静岡県伊東市）：昭和57年指定解除。狩野川台風により埋没、温泉噴出が停止。生息していた毒魚も死滅した。